# Vern Den Herder
Vern Den Herder é um ex-jogador profissional de futebol americano estadunidense

## Carreira
Vern Den Herder foi campeão da temporada de 1973 da National Football League jogando pelo Miami Dolphins.